# Альбін Еш
Альбін Еш (нім. Albin Esch; 22 червня 1901, Дібург — 3 березня 1959, Шорндорф) — німецький офіцер, оберст вермахту. Кавалер Німецького хреста в золоті.

## Біографія
25 квітня 1919 року вступив у фрайкор фон Еппа, 25 липня — у тимчасовий рейхсвер. 1 жовтня 1921 року звільнений у відставку. 22 листопада 1923 року повернувся в армію. З 15 жовтня 1935 року — командир 3-ї, з 10 листопада 1938 року — 14-ї роти 41-го піхотного полку. Учасник Польської кампанії. З 26 січня 1940 року — командир 3-го батальйону свого полку. Учасник Французької кампанії. З 9 вересня 1940 року — командир 3-го батальйону, з 22 жовтня — 15-ї роти 85-го піхотного (потім — гірського) полку 5-ї гірської дивізії. Учасник Балканської кампанії і Критської операції. Відзначився під час взяття форту Істібей. З 10 квітня 1942 року — командир 206-го гірського полку 7-ї гірської дивізії. Учасник Німецько-радянської війни. З 13 лютого по 15 березня 1945 року пройшов курс командира дивізії. З 21 квітня 1945 року виконував обов'язки командира піхотної дивізії «Деберіц». 8 травня взятий в полон радянськими військами. 15 грудня 1949 року звільнений.

## Звання
- Шутце (25 квітня 1919)
- Обершутце (1 грудня 1924)
- Кандидат в унтерофіцери (23 вересня 1927)
- Єфрейтор (1 грудня 1927)
- Унтерофіцер (1 квітня 1928)
- Унтерфельдфебель (1 квітня 1930)
- Оберфельдфебель (1 грудня 1930)
- Лейтенант (1 вересня 1934)
- Оберлейтенант (20 січня 1935)
- Гауптман (1 серпня 1935)
- Майор (20 листопада 1940)
- Оберстлейтенант (4 серпня 1942)
- Оберст (1 лютого 1943)

## Нагороди
- Медаль «За вислугу років у Вермахті» 4-го і 3-го класу (12 років; 2 жовтня 1936) — отримав 2 нагороди одночасно.
- Залізний хрест
  - 2-го класу (4 вересня 1939)
  - 1-го класу (15 червня 1940)
- Відзначений у Вермахтберіхт (2 травня 1941)
- Лицарський хрест Залізного хреста (13 червня 1941)
- Нагрудний знак «За поранення» в чорному (1 травня 1942)
- Орден «За хоробрість» 4-го ступеня (Третє Болгарське царство; 10 червня 1942)
- Медаль «За зимову кампанію на Сході 1941/42» (15 вересня 1942)
- Нарукавна стрічка «Крит»
- Нарукавний знак керівника гірських військ
- Орден Хреста Свободи 2-го класу з дубовим листям (Фінляндія; 22 березня 1944)
- Німецький хрест в золоті (13 січня 1945)